# Verwarmingsaudit
Een verwarmingsaudit is een eenmalige keuring van een verwarmingsinstallatie waarbij een beoordeling gebeurt van het rendement van de verwarmingsketel en van de ketelgrootte ten opzichte van de verwarmingsbehoeften van het gebouw.
In Europese richtlijn 2010/31/EU wordt deze keuring voor de lidstaten verplicht voor alle centrale verwarmingsinstallaties ouder dan 5 jaar. In Vlaanderen werd deze verplichting opgenomen in het besluit van de Vlaamse Regering van 23 april 2013 betreffende het onderhoud en het nazicht van stooktoestellen voor de verwarming van gebouwen of voor de aanmaak van warm verbruikswater.
Voordien was deze keuring enkel verplicht voor alle centrale verwarmingsinstallaties ouder dan 15 jaar, conform de nu gedateerde Europese richtlijn 2002/91/EG. De huidige Europese richtlijn 2010/31/EU moet uiterlijk op 9 juli 2013 toegepast worden door de lidstaten.

Deze verwarmingsaudit wordt uitgevoerd door een erkende technicus verwarmingsaudit, in de volgende gevallen:
1. het centraal stooktoestel, gevoed met vloeibare of gasvormige brandstof, heeft een totaal geïnstalleerd nominaal vermogen groter dan 100 kW;
2. de verwarmingsinstallatie bestaat uit meerdere ketels.

Volgens dit besluit bevat een verwarmingsauditrapport:
- een verslag van de audit van de gehele verwarmingsinstallatie
- een advies over de mogelijke vervanging van de ketel
- aanbevelingen over het verwarmingssysteem
- een voorstel van alternatieve oplossingen die een significante energiebesparing kunnen realiseren

In Vlaanderen is het uitvoeren van een verwarmingsaudit een verplichting voor de eigenaar van een centraal stooktoestel van meer dan 5 jaar met een vermogen van meer dan 20 kW (de meeste centrale stooktoestellen). 
De verwarmingsaudit moet gebeuren bij de eerste onderhoudsbeurt nadat het toestel 5 jaar oud is geworden en vervolgens vijfjaarlijks. Door een erkend deskundige
| Brandstof | Vermogen                | Frequentie / termijn                                                |
| Vloeibaar | > 20 kW & < 100 kW      | nadat het toestel vijf jaar oud is geworden en nadien vijfjaarlijks |
| Vloeibaar | > 100 kW of 2 st > 20kW | tweejaarlijks                                                       |
| Gasvormig | > 20 kW & < 100 kW      | nadat het toestel vijf jaar oud is geworden en nadien vijfjaarlijks |
| Gasvormig | > 100 kW of 2 st > 20kW | vierjaarlijks                                                       |